# Blade of Fury
Pour plus de détails, voir Fiche technique et Distribution.
Blade of Fury (Yat do king sing) est un film hongkongais réalisé par Sammo Hung, sorti en 1993.

## Synopsis
C'est un remake de Iron Bodyguard coréalisé par Chang Cheh en 1973. Il décrit la période de la Réforme des Cent Jours.

## Fiche technique
- Titre : Blade of Fury
- Titre original : Yat do king sing
- Réalisation : Sammo Hung
- Scénario : Roy Szeto et Cheung Tan
- Pays d'origine : Hong Kong
- Format : Couleurs - 1,85:1 - Mono - 35 mm
- Genre : Action, histoire
- Durée : 100 minutes
- Date de sortie : 1993

## Distribution
- Yeung Fan : Wang Wu
- Ti Lung  : Tan Szu-tung
- Cynthia Khan : Nine Catties
- Rosamund Kwan : femme noble
- Collin Chou : Siu-chuen
- Sammo Hung  : Yu Man-san
- Yip Wing-cho : homme noble
- Lau Shun : Ngo Pai
- James Tien : chef des bandits
- Wong Kam-kong : King Yee